# Калирахи
Калирахи (грч. Καλλιράχη) је насељено место на острву  Тасос у периферији Источна Македонија и Тракија, Грчка. Према попису из 2021. године било је 417 становника.
Калирахи је на попису из 1913. године имао 1.900 становника. Село је имало своје пристаниште које је постало посебно насеље Скала Калирахис.